# Häggeby kyrka
Häggeby kyrka är en kyrkobyggnad i Häggeby i Uppsala stift. Den är församlingskyrka i Häggeby församling. Vid kyrkan finns en kyrkogård som omges av en bogårdsmur med ingångar vid södra och västra sidan. Förr i tiden var bogårdsmuren klädd med brädor och hade tre stigluckor, en i söder, en i väster och en i norr. På kyrkogården nära vapenhuset och tornet står en kopia av en bildsten som kallas Häggebystenen. Originalet såldes 1873 till Historiska museet och 1953 sattes kopian upp på kyrkogården.

## Kyrkobyggnaden
I sin nuvarande form består kyrkan av rektangulärt långhus med rakt avslutat kor i öster och kyrktorn i väster. I sydväst ligger vapenhuset och i nordost sakristian. Kyrkan har gulmålade putsade ytterväggar och täcks av ett spånklätt sadeltak. Tornet har ett tälttak som är klätt med spån. Ovanpå torntaket vilar en lanternin av trä med spånklätt tälttak.

### Tillkomst och medeltida ombyggnader
Ursprungliga kyrkan uppfördes omkring år 1200 och av denna finns tornet och långhuset kvar. Ungefär år 1325 förlängdes kyrkan österut och fick ett kor av samma bredd som långhuset. Skarven för denna tillbyggnad finns vid östra sidan om det stora fönstret mitt på södra långväggen. Tillbyggnadens väggar är smalare än väggarna i ursprungliga kyrkan. Östra korväggen försågs med en trefönstergrupp och södra korväggen försågs med två höga, smala fönster. 2 oktober 1328 återinvigdes kyrkan av ärkebiskop Olov Björnsson då den helgades till jungfru Maria och Sankt Erik. På 1400-talet försågs kyrkorummet med kryssvalv av tegel. Samma århundrade byggdes ett vapenhus som försågs med ett stjärnvalv av tegel.

### Senare ombyggnader
En omfattande reparation genomfördes åren 1693-1694 då östra väggen revs och murades upp igen med ett stort korfönster. Dessutom togs fönster upp på tre andra ställen i kyrkan. Hösten 1697 slog blixten ned i kyrktornet som påföljande år genomgick en grundlig reparation. Kyrkorummet förnyades 1698 och då tillkom troligen dess kalkmålningar med vegetativ ornamentik utan figurer eller symboler. 1707 insattes ny bänkinredning och 1724 lades tegel i kyrkorummets gångar. Åren 1745-1746 genomgick tornet en reparation då dess överdel murades om och tornspiran förnyades. 1756 byggdes en läktare och 1767-1768 gjordes bänkarna om. 1790 förstorades fönstren till sin nuvarande form och väggarna belades med puts invändigt såväl som utvändigt. Samtidigt togs nuvarande ingång i tornet upp. 1805 ersattes tornspiran med en tornhuv och kyrkklockorna flyttades upp i tornet från att tidigare ha hängt i en fristående klockstapel. 1829 ersattes tornhuven av en ny huv. En restaurering genomfördes 1952-1953 efter ritningar av arkitekt Erik Fant. Kalkmålningarna togs då fram efter att ha varit överkalkade sedan 1790. Nytt altare och altarring tillkom. Golvet lades om, elektrisk värme installerades och bänkinredningen gjordes bekvämare. Östra korfönstret murades igen invändigt så att murytan kom att bilda bakgrund till altarkorset.

## Inventarier
- Predikstolen är ursprungligen från 1600-talet. Under 1700-talets senare del byggdes den om i gustaviansk stil och fick sin nuvarande utformning 1865.
- Vid altarplatsen i öster finns ett krucifix av trä, skulpterat 1953 av Carl-Oscar Avén.
- Orgelläktaren är från 1756 och har en orgel tillverkad 1843 av Per Zacharias Strand.

| Manual C-f3     | Bihangspedal C-c0 |
| --------------- | ----------------- |
| Principal 8 B/D |                   |
| Rörfleut 8      |                   |
| Fugara 8        |                   |
| Octava 4        |                   |
| Fleut 4         |                   |
| Octava 2        |                   |
| Trumpet 8 B     |                   |

- Från en medeltida dopfunt finns foten bevarad. Funten tillverkades på 1200-talet eller 1300-talet.
- En fyrkantig oblatask med kulfötter är från 1600-talet. Nattvardskärl och paten är från 1700-talet.
- En trepipig ljusstake av mässing är från 1600-talet. Ännu en trepipig ljusstake är skänkt till kyrkan 1764.
- En mässhake av svart sammet med guldgaloner är från 1803. En grön mässhake är införskaffad 1953.
- I tornet hänger två kyrkklockor. Storklockan tillverkades 1635 och göts om 1873. Lillklockan tillverkades 1604.

## Galleri

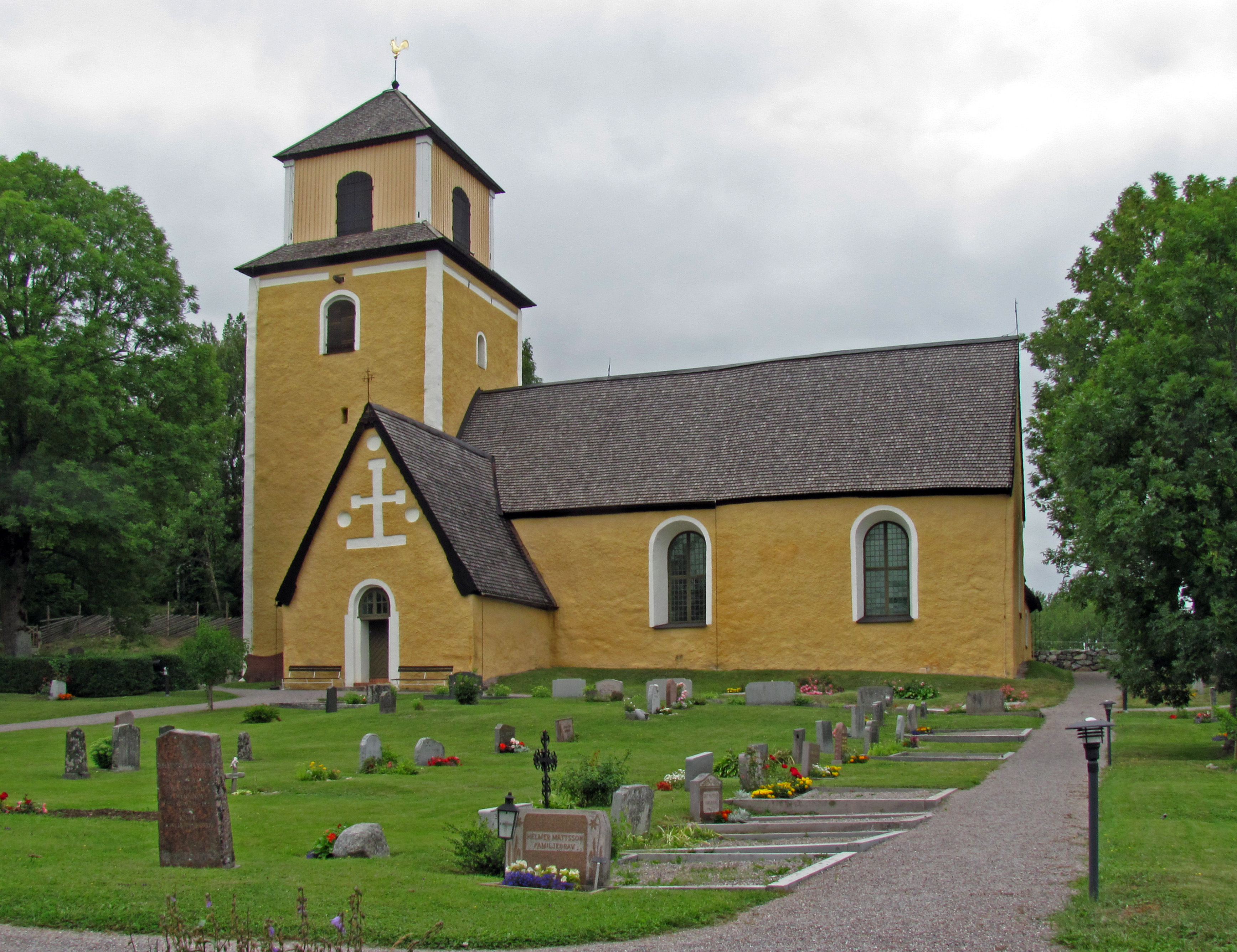
Häggeby kyrka från sydost.
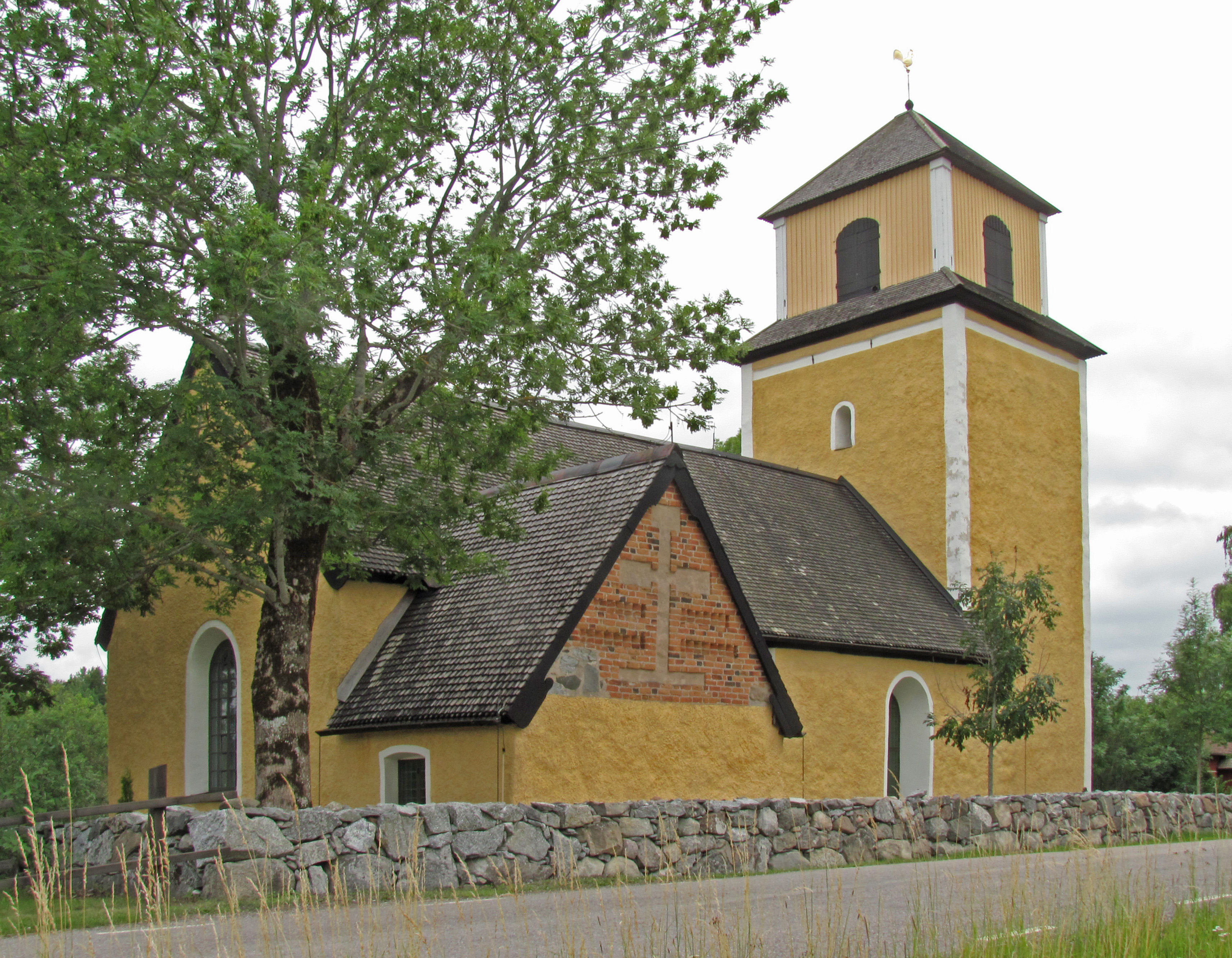
Häggeby kyrka från nordost.
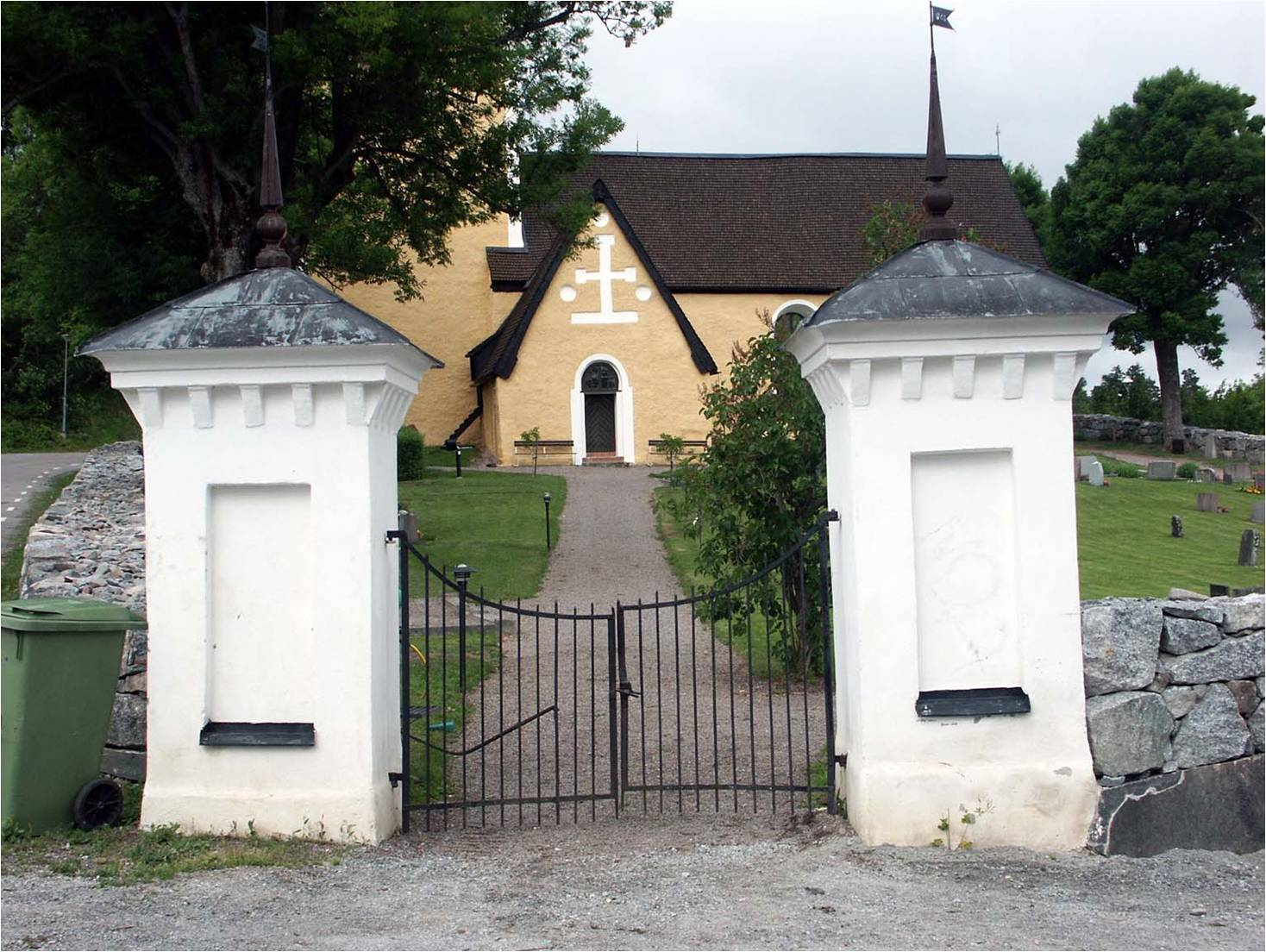
Södra grinden till kyrkogården.
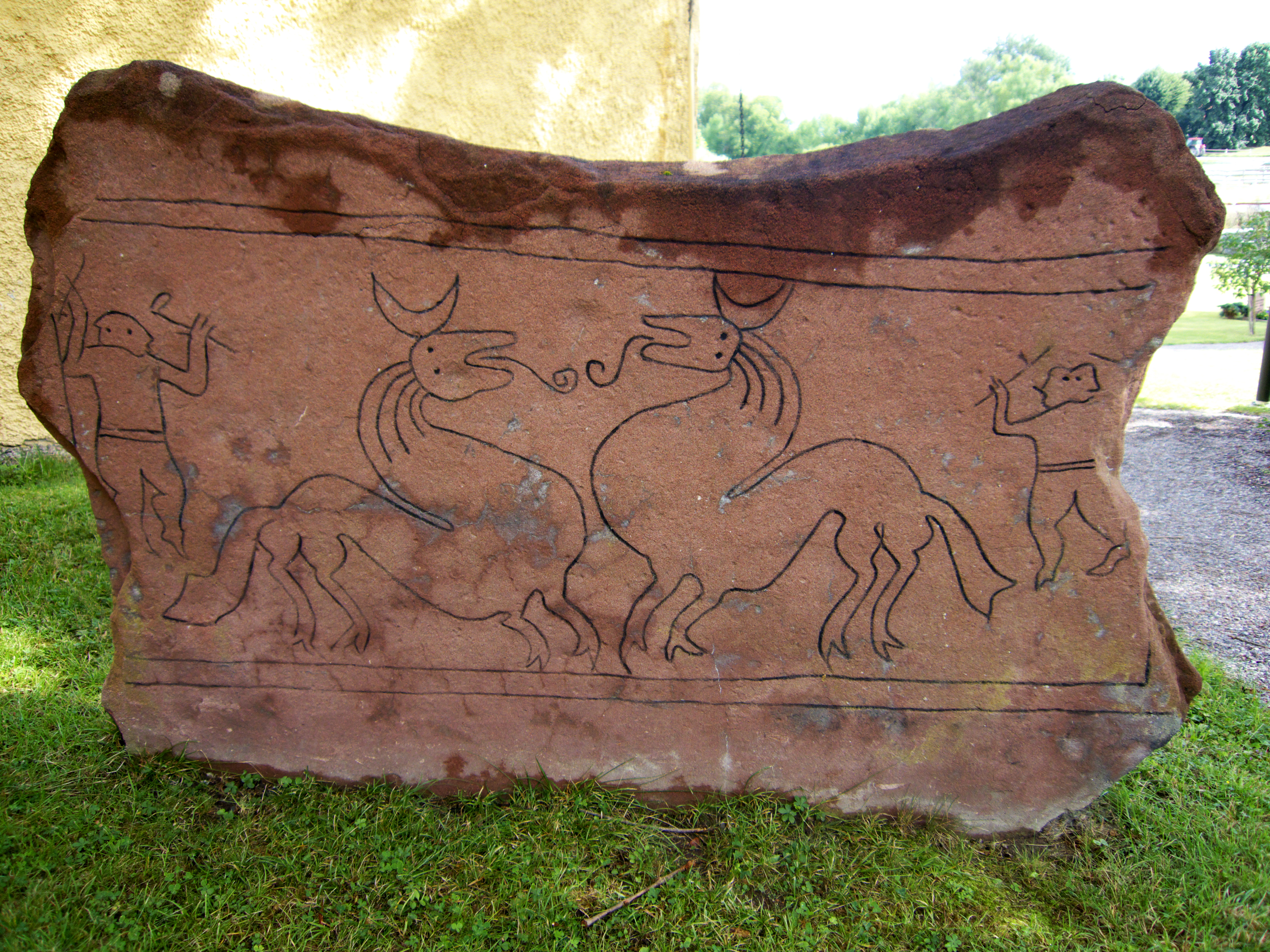
Kopia av Häggebystenen.
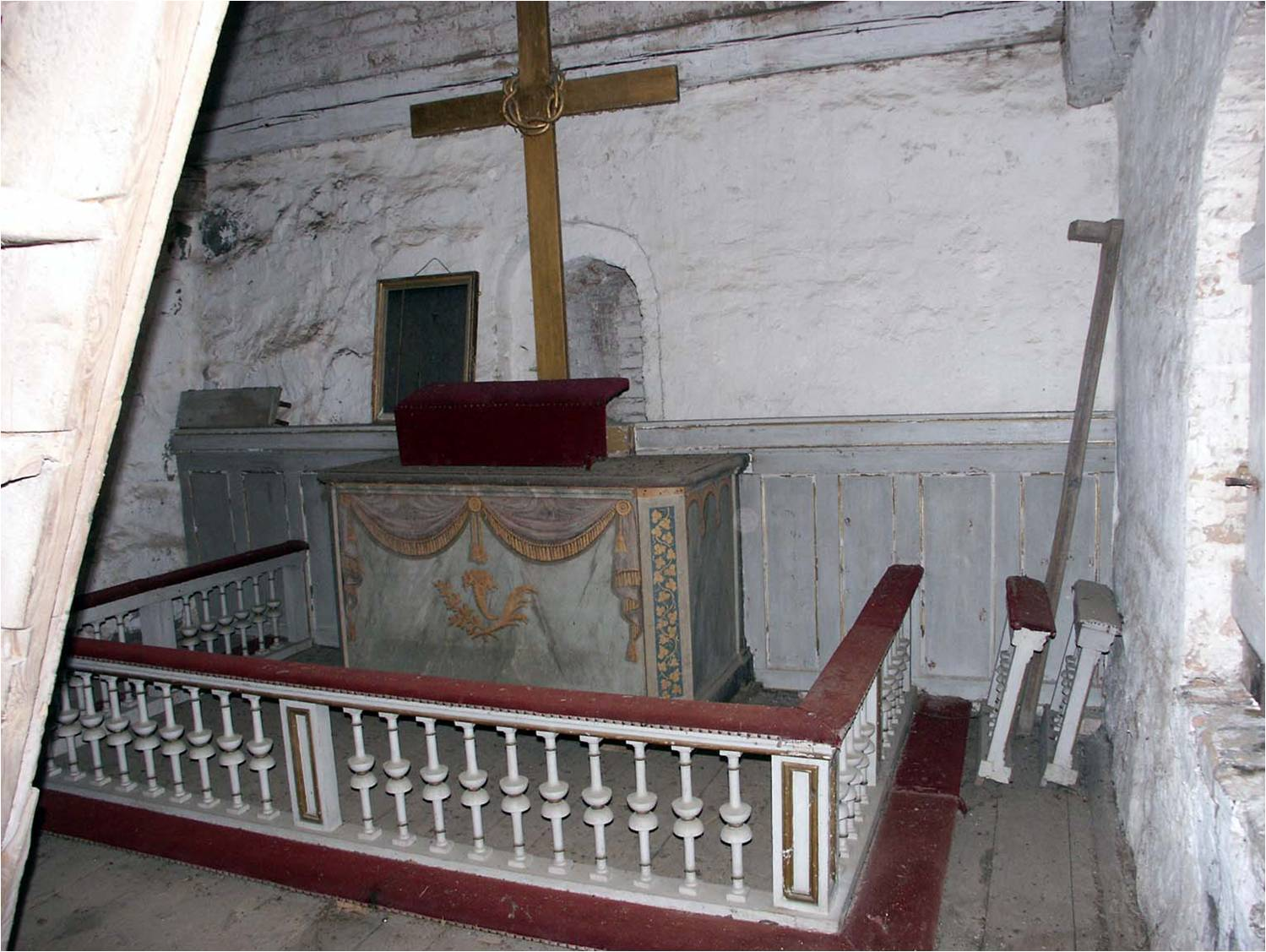
Gamla altarringen och altaret från början av 1800-talet.
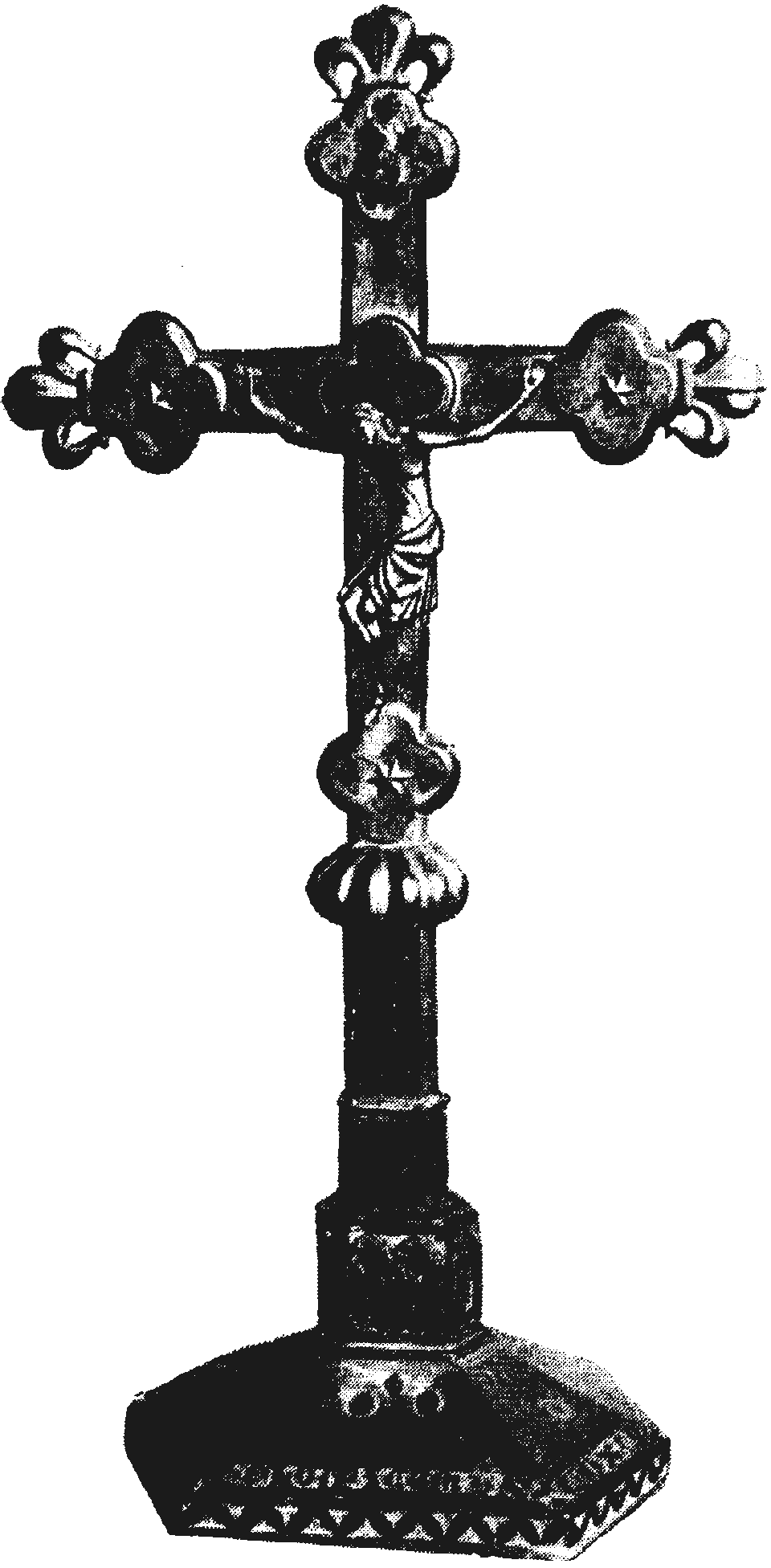
Krucifix i förgylld koppar från kyrkan. Finns numera på Historiska museet.

### Webbkällor
- byggnadspresentation
- anläggningspresentation